# Etlingera nasuta
Etlingera nasuta är en enhjärtbladig växtart som först beskrevs av Karl Moritz Schumann, och fick sitt nu gällande namn av Rosemary Margaret Smith. Etlingera nasuta ingår i släktet Etlingera och familjen Zingiberaceae.

## Underarter
Arten delas in i följande underarter:
- E. n. reticulata
- E. n. nasuta